# Andresito Guacurarí
Andrés Guacurarí, Andrés Guasurarí o Andrés Guaçurarí y Artigas (Santo Tomé, Provincia Grande de las Misiones (Misiones), Virreinato del Río de la Plata, Imperio Español, 30 de noviembre de 1778 - Río de Janeiro, Reino Unido de Portugal, Brasil y Algarve, hacia 1821), conocido como Comandante Andresito, fue un militar y caudillo guaraní misionero.
Fue uno de los primeros caudillos federales de las Provincias Unidas del Río de la Plata. De origen guaraní, gobernó entre 1815 y 1819 la Provincia Grande de las Misiones, de la cual la actual provincia argentina homónima es solo un remanente. Fue uno de los más fieles colaboradores del general de la Banda Oriental (actual Uruguay) José Gervasio Artigas, quien lo apadrinó y lo adoptó como hijo; permitiéndole firmar como Andrés Artigas.

## Escritura del apellido
En idioma portugués, el apellido del comandante Andresito se escribe Guaçurari (con la c cedillada) y se pronuncia [guasú rarí]. En idioma guaraní, la palabra guasú rari significa ‘venado arisco’ (siendo guasú: ‘grande’, y rarí: ‘arisco’). Sin embargo, se han cometido varios equívocos con este apellido:
- la falta de tilde en la última sílaba hace que parezca una palabra grave o llana; y
- algunos confunden la ç cedillada portuguesa con una c española.

Entonces el apellido se ha transcrito muchas veces ―tanto en Argentina, Paraguay como en Uruguay― como «Guacurari» pronunciándolo muchos de manera errónea así: [guakurári]. Sin embargo, en los monumentos de Santo Tomé (Corrientes) y Posadas su apellido está escrito de dos maneras en cada uno, y una de esas maneras en cada monumento es "Guasurarí". Además varias personas lo pronuncian correctamente [guasú-rarí]. Sin embargo ante el repetido y extendido error de pronunciación correcta del apellido guaraní de Andresito, se detalla lo siguiente:
El nombre y apellido del comandante Andresito pueden verse escritos de varias maneras:
- Andrés Guaçurary y Artigas[6]

- Andrés Guaçurarí
- Andrés Guasurarí (monumento en Santo Tomé, Corrientes)
- Andrés Guazurarí (monumento en la costanera de Posadas, Misiones)
- Andrés Guacurarí (sic, por Guazurarí)
- Andrés Guacurari (sic, por Guazurarí)
- Andrés Guacararí (sic, por Guazurarí)[7]
- Andrés Guacarari (sic, por Guazurarí)[6][8][9][10]
- «Artiguinhas» (con el sentido de ‘hijo de Artigas’, nombre que le daban sus subordinados brasileños[11]
- Andrés Tacuarí, nombre que le daban sus enemigos lusobrasileños[6]
- Andrés Tacuari [sic, por Tacuarí],[10] nombre que le daban sus enemigos lusobrasileños

## Sus linajes
Andrés Guacurarí tiene indiscutibles linajes indígenas, ya sean guaraníes o de alguna otra etnia «guaranizada» culturalmente, sin embargo se considera que también posee (cosa común en su región natal y en su época) algún linaje europeo. Por su parte se conoce que estuvo sucesivamente unido a dos mujeres: Melchora Guazurú (La Melchora Guaçurú) y luego Benedicta Blanco.

## Biografía

### Su inicio en la Guerra de la Independencia

Las Misiones Occidentales antes de la invasión luso-brasilera de 1819.

Las Misiones Orientales durante las guerras de independencia y contra la invasión luso-brasilera (1811-1819).

Nació en la reducción jesuítica de Santo Tomé ―en la actual provincia argentina de Corrientes― en la Gobernación de Misiones, que pertenecía al Virreinato del Río de la Plata (que había sido creado dos años antes, en 1776) perteneciente al Imperio español.
Algunos historiadores afirman que podría haber nacido en San Francisco de Borja (actual ciudad brasileña de São Borja, que se encuentra frente a la ciudad argentina de Santo Tomé) [cita requerida]. Era de familia guaraní, lo que —de no haber mediado Artigas— lo hubiera excluido de la oficialidad de la época.
Continuador de las luchas que tuvieron, entre otros exponentes a José Sepé Tiarayú, el protagonismo histórico de Andrés Guacurarí se inicia cuando en 1811 se sumó a las tropas de Manuel Belgrano en el intento de la expedición para libertar al Paraguay de los realistas. Luego acompañó a Belgrano hasta la Banda Oriental con el mismo objetivo, sin embargo al ser desplazado Belgrano de la dirección de las tropas y ser suplantado por el unitario José Rondeau, Guacurarí decidió adherir a los federales liderados por José Gervasio Artigas.
Artigas lo adoptó legalmente, lo que permitió que Andresito pudiera recibir ascensos, como un oficial del ejército.
Hacia fines de 1812, ya como comandante de las Misiones Occidentales, Andrés Guacurarí logró desalojar a las tropas paraguayas que habían ocupado el departamento de La Candelaria (ubicado en el suroeste de la actual provincia argentina de Misiones). Esta actitud se explica por la desconfianza respecto a la actitud paraguaya en la guerra por la emancipación tanto respecto a España como ante la creciente injerencia del Reino Unido de Portugal, Brasil y Algarve y la expansión del Brasil.

### La defensa ante los luso-brasileños
Andresito Guacurarí fue el principal capitán en la defensa argentina de los extensos territorios ubicados entre el río Paraná al oeste y el río Yacuy al este durante las invasiones luso-brasileñas. En 1815 venció a los invasores en La Candelaria (cerca de la actual ciudad de Posadas), liberando luego Santa Ana, San Ignacio Miní y Corpus. En septiembre de 1816 cruzó el río Uruguay en Itaquí; derrotó nuevamente a las tropas brasileñas, logrando así liberar gran parte de las Misiones Orientales, en la extensión llamada El Tapé (el camino, en guaraní; en este caso, el camino hacia los puertos del Atlántico). Nuevamente victorioso en la batalla de Rincón de La Cruz, puso sitio a su ciudad natal, pero los refuerzos que llegaron a auxiliar a los defensores lo obligaron a retirarse nuevamente tras el río Uruguay.
Los lusobrasileños pasaron nuevamente a la ofensiva, avanzando sobre la barra del río Aguapey. El 17 de enero de 1817, por órdenes del gobernador de Río Grande del Sur, al mando de Francisco das Chagas Santos invadieron las Misiones mesopotámicas, saqueando y destruyendo las poblaciones de La Cruz, Yapeyú, Santo Tomé, Santa María, Mártires, San José, San Ignacio Miní, Apóstoles, y San Carlos. Sin embargo, Guacurarí les hizo frente en estas últimas dos plazas, derrotándolos y obligándolos a retirarse. La situación le permitió pasar a la contraofensiva teniendo como principales lugartenientes a Sití, Matías Abacú y Mariano Mverá, avanzando hasta reconquistar San Francisco de Borja y gran parte de las Misiones Orientales.

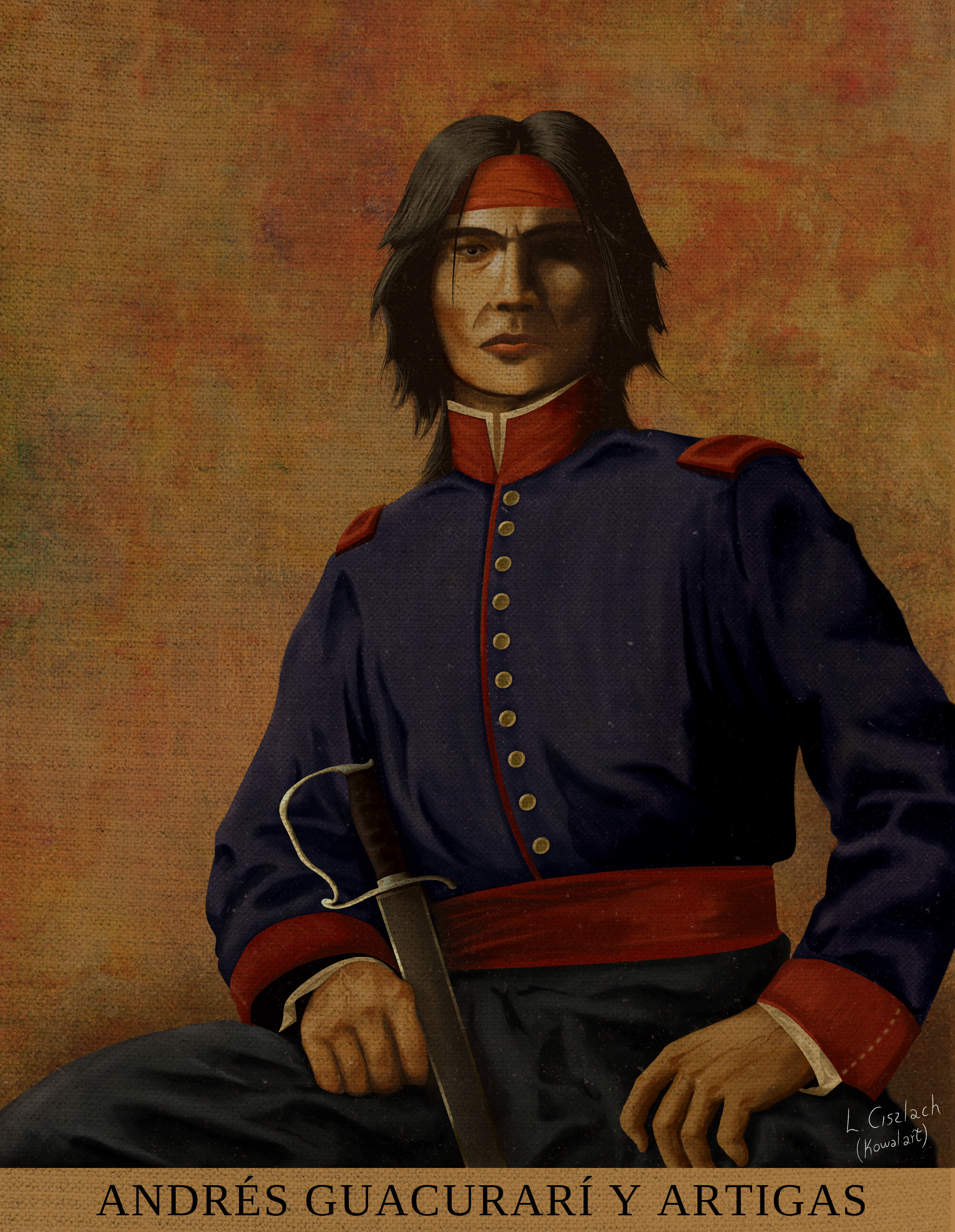
Cuadro digital de Guacurarí

En esas circunstancias, el Comandante General de Misiones Andrés Guacurarí (cargo para el que había sido designado a fines de 1814 por el líder de la Liga de los Pueblos Libres, José Gervasio Artigas), en marzo de 1817 fundó en la barra del río Miriñay, la nueva capital misionera: Nuestra Señora de la Asunción del Cambay. A principios de mayo Guazurarí recuperó todo el territorio abandonado por portugueses y paraguayos y luego logró derrotar a das Chagas Santos, quien había vuelto a invadir Misiones, en Apóstoles el 2 de junio de 1817. 

### Última campaña

Bandera de Misiones desde 1815 hasta 1827.

Entre 1818 y 1819, Guazurarí atendió el frente interno por indicación de Artigas. Marchó sobre Corrientes, caída en manos de militares afines al poder central porteño, expulsó a los unitarios y repuso al gobernador Juan Bautista Méndez con la ayuda de la flotilla del corsario irlandés Peter Campbell y 2000 guaraníes de las antiguas misiones. Hasta 1819 ejercería el gobierno militar de la provincia, propiciando una reforma agraria y liberando a esclavos aborígenes y negros. En abril de 1819 Guazurarí ocupó los pueblos misioneros de San Nicolás y San Luis Gonzaga, por lo que los luso-brasileños contraatacaron. Guazurarí era el único caudillo preparado para enfrentarlos, por lo que avanzó hasta la frontera e intentó sitiar a Chagas Santos. Los brasileños, apoyados por tropas frescas recién llegadas de Porto Alegre y Alegrete, lo sorprendieron el 6 de junio de 1819 en el paso de Itacurubí del río Camacuá (combate de Itacurubí). El desigual encuentro fue desastroso para las fuerzas de Guazurarí; muchos de sus hombres, entre ellos el ruvichá Vicente Tiraparé, cayeron en combate y se vio obligado a abandonar el campo, con la idea de volver a formar sus tropas en la margen occidental del río Uruguay. Sin embargo fue hecho prisionero por los brasileños cuando intentaba cruzar el río Uruguay el 24 de junio de 1819.
Fue enviado envuelto en un pellejo de cuero crudo (el cual al secarse le dificultaba la respiración) a la prisión de Porto Alegre, y de ahí a Río de Janeiro. Se cree que murió prisionero en los calabozos de la Ilha das Cobras (isla de las Cobras), probablemente en 1821. El mismo año de su derrota se firmó en Montevideo el llamado Tratado de la Farola, por el cual los nacidos en la Banda Oriental que abandonaron a José Gervasio Artigas y pasaron a formar parte del probrasileño Club del Barón (antecedente del Partido Colorado) ceden las Misiones Orientales al ya reino de Brasil a cambio de la construcción de un faro en la Isla de Flores.
La entrega de las Misiones, así como la Banda Oriental (hoy República del Uruguay), fueron parte del acuerdo por el que Brasil anexionó territorios y Buenos Aires eliminó su principal foco federal de resistencia a su centralismo. Artigas, con restos de su ejército se asiló en Paraguay en 1820, para ya no regresar.

## Legado

### En Argentina

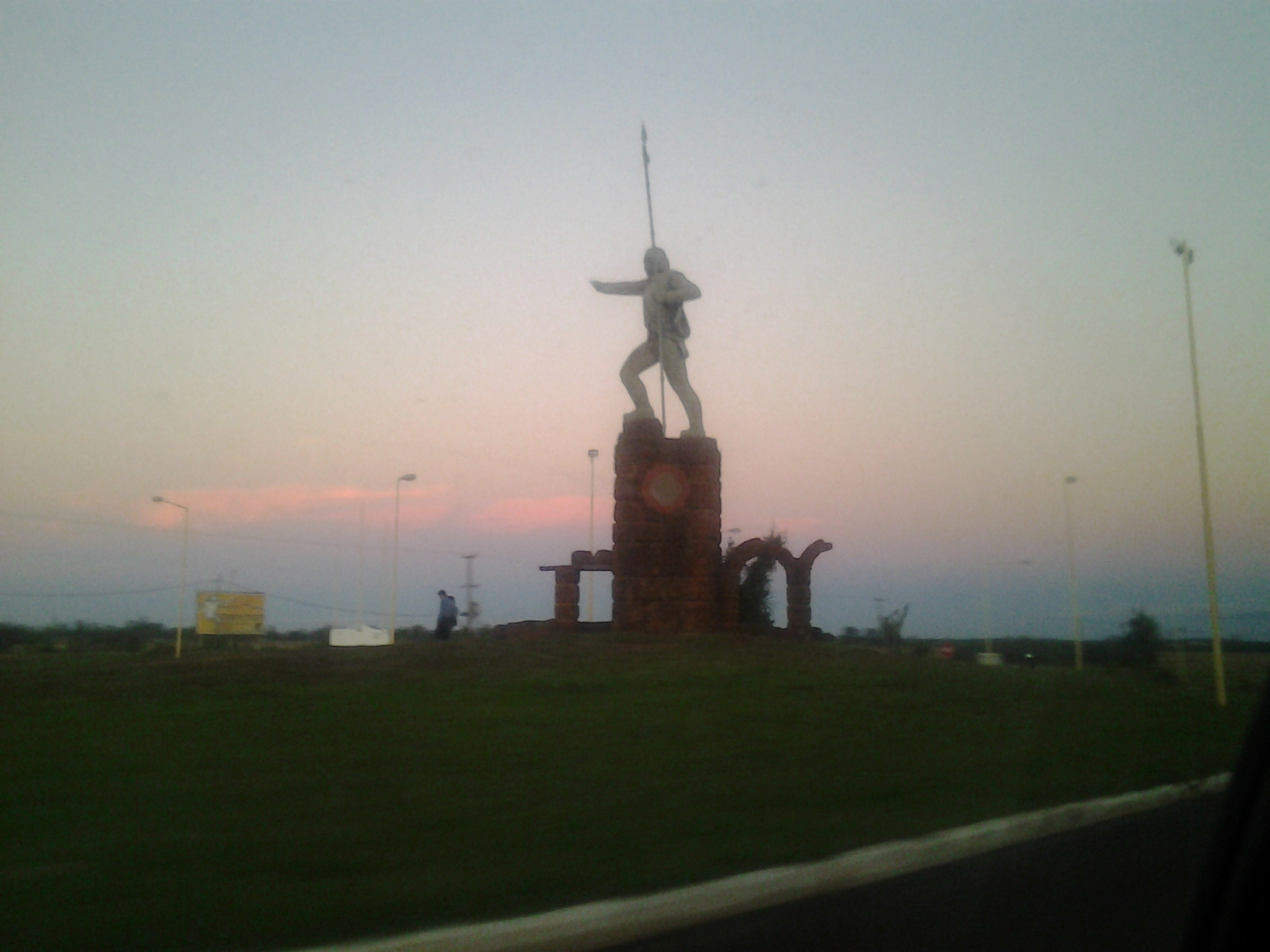
Monumento a Guasurarí en Santo Tomé, en la provincia de Corrientes, cerca del Puente de la Integración.

Una ciudad en el noreste de la actual provincia argentina de Misiones le homenajea teniéndole como epónimo: Comandante Andresito. Cerca de dicha localidad, el Puente Internacional Comandante Andresito cruza el río San Antonio uniéndola con Brasil.
La Escuela Militar de Monte, del Ejército Argentino, lleva su nombre.
En 2003 el estadio del club Crucero del Norte de la ciudad de Posadas fue bautizado Andrés Guacurarí [sic, por Guazurarí] en homenaje al prócer.
En 2003 el  club Crucero del Norte de la ciudad de Posadas fue bautizado Andrés Guacurarí [sic, por Guazurarí] en homenaje al prócer.
En Posadas (Misiones) la Ley VI n.º 155 (del 5 de julio de 2012) declaró «prócer misionero al comandante general Andrés Guacurarí [sic, por Guazurarí] y Artigas».
El 28 de septiembre de 2012, en la ciudad de San Cosme (provincia de Corrientes) se cambió el nombre de una calle ―denominada Conquista del Desierto― por Andrés Guacurari (sic, por Guazurarí).

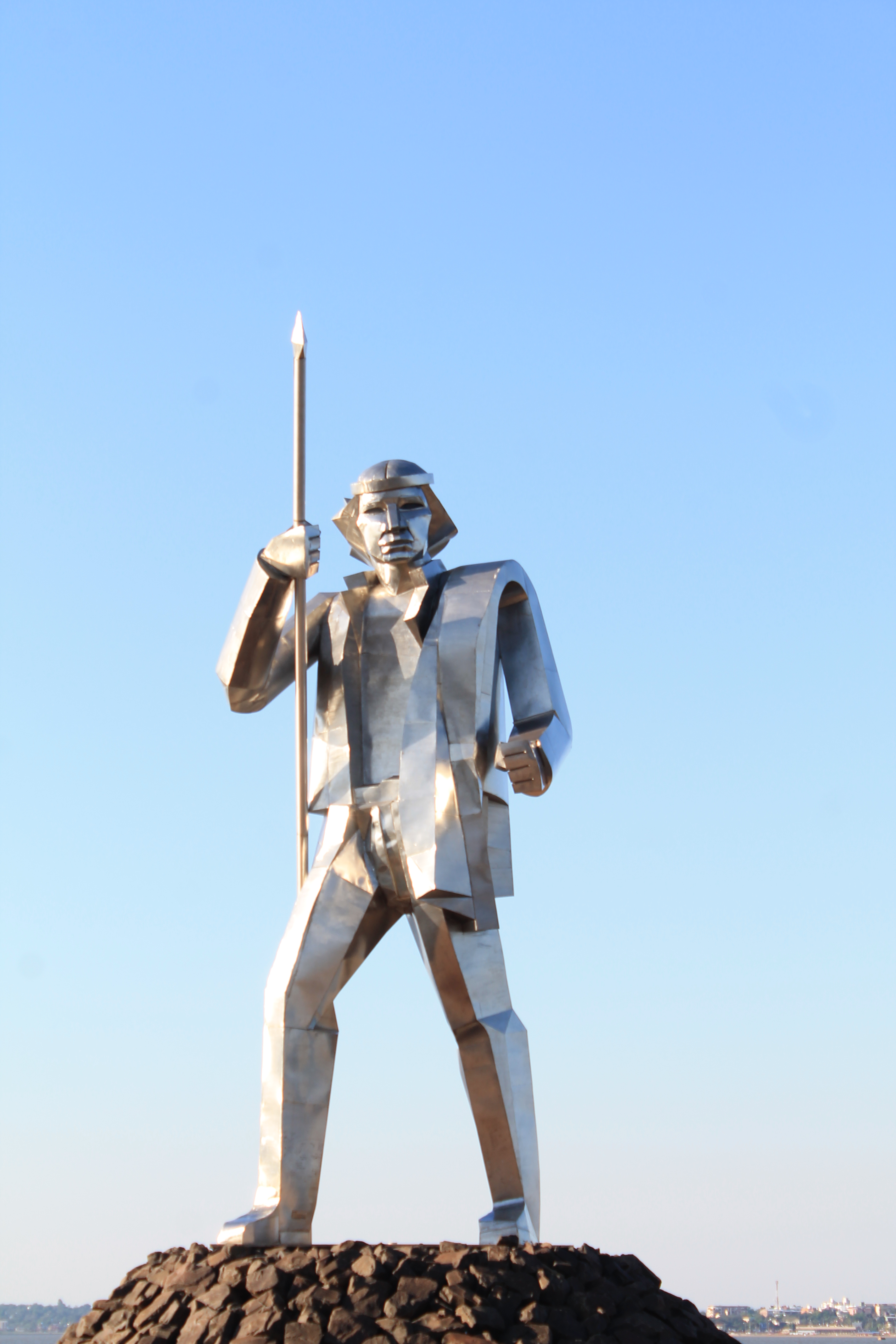
Monumento al Comandante Andrés Guacurarí en Posadas realizada por el escultor Prof. Gerónimo Rodríguez. - Contratado por el Gobierno de la Provincia de Misiones

El 29 de junio de 2014, a través de la Resolución n.º 1.136, el entonces intendente de la Ciudad de Corrientes, ingeniero Fabián Ríos promulgó la Ordenanza n.º 6.266, a partir de la cual se adhirió la ciudad a la Ley Nacional n.º 27.116 que declaró Héroe Nacional y General, post mortem, al llamado "Comandante Andresito". Al mismo tiempo y en su honor, fue erigida en la cabecera Sur de la Avenida Costanera de esa Ciudad, un coloso de hierro realizado por artesanos del movimiento "Cultura Vallese", en la cual está representada la figura del General Andrés Guacurarí.
El 17 de diciembre de 2014, se sanciona la ley 27.117 en cuyo artículo 1.º se establece que se toma la fecha 30 de noviembre el "Día Nacional del Mate" en conmemoración del nacimiento de Andrés Guacurarí [sic, por Guazurarí] y Artigas, a fin de promover el reconocimiento permanente de las costumbres de Argentina.

### En Uruguay
En Uruguay, la Ruta 4 lleva el nombre de Andrés Artigas.
En el departamento de Flores existe un pueblo llamado Andresito.
En la ciudad de Montevideo (capital de Uruguay) existe una calle Andresito Guacarari [sic, por Guazurarí].
También en Uruguay, la Escuela rural n.º 54, en Rancheríos de Ponce (localidad ubicada en el departamento de Canelones) se llama «Coronel Andrés Guacararí [sic, por Guazurarí] “Andresito”».
En la ciudad de Rivera, la escuela n.º 45 se llama Andresito. También la calle en la que está ubicada la misma se llama Andresito, ambas en homenaje al Comandante Andrés Guazurarí.
En la ciudad de Paysandú existen una calle y un barrio llamados Andresito, ambos en honor al Comandante Andrés Guazurarí.

### Búsqueda infructuosa de sus restos
La provincia de Misiones emitió un decreto para que se investigue el paradero de su cuerpo, y se repatrien sus restos. El diputado Iturrieta, en el salón Delia Parodi de la Cámara de Diputados de la Nación, comunicó que el 21 de noviembre de 2008, la Comisión de Legislación General dictaminó, por unanimidad, que «se considere el reconocimiento del grado militar del comandante general Andrés Guaçurarý (o Andrés Guazurarí) y sea revindicado en la historia de la emancipación, como así también, la creación de una comisión especial con el objetivo de repatriar los restos del héroe misionero».

### DocumentalBuscando al comandante Andresito(2011)
En 2011 se estrenó el documental argentino Buscando al comandante Andresito, narrado y protagonizado por el cantautor Victor Heredia. En el mismo, Heredia viaja buscando las huellas de Andrés Guazurarí en las tierras de Corrientes y Misiones, mientras que intenta descifrar por qué la historia oficial quiso borrar su nombre de la memoria del pueblo argentino. La película fue producida por la empresa Payé Cine, y cuenta con la participación del destacado historiador Norberto Galasso.

## Ascenso a General"post mórtem"
En Argentina el 1 de abril de 2014, la presidenta Cristina Fernández de Kirchner lo ascendió post mortem a General del Ejército Argentino.
Del mismo modo en Uruguay, a iniciativa de Tabaré Vázquez, le fue conferido el grado de General del Ejército uruguayo en el año 2016.

## Día de Andresito Guazurarí
El 30 de noviembre fue instituido como el Día Nacional del Mate en Argentina, en conmemoración del nacimiento de Andrés Guazurarí Artigas.